# Бриџтаун
Бриџтаун (UN/LOCODE: BB BGI), раније Сент Мајкл, је главни град Барбадоса. Има 5.928 становника. Град се налази у југозападном делу острва и излази на Карипско море. Град су основали Британци 1628. године. Бриџтаун је главна карипска дестинација и игра важну улогу као финансијски, информатички и конгресни центар карипског региона. Барбадос је био ненасељен у тренутку када су на њега стигли Британци и једини траг који су оставили некадашњи домороци је примитиван мост, саграђен изнад реке Керинаж у центур Бриџтауна. Претпоставља се да су га изградили Аравак Индијанци. По овом мосту град је првобитно био назван Индијански Мост.
Лука Бриџтаун, која се налази дуж залива Карлајл (на ) лежи на југозападној обали острва. Делови области Широг Бриџтауна (како је грубо дефинисан обилазницом Ринг роуд или познатије као АБЦ аутопут), налазе се близу граница суседних жупа Крист Черч и Сент Џејмс. Међународни аеродром Грантли Адамс за Барбадос, налази се 16 km (10 mi) југоисточно од центра града Бриџтауна и има дневне летове до већих градова Уједињеног Краљевства, Сједињених Држава, Канаде и Кариба. Више не постоји локална општинска управа, већ је то изборна јединица националног парламента. Током краткотрајне Федерације британских западноиндијских територија 1950-1960-их, Бриџтаун је био један од три главна града унутар региона који се сматрао федералним главним градом региона.
Данашњу локацију града успоставили су енглески досељеници 1628. године; претходно насеље под влашћу сер Вилијама Кортена било је у Сент Џејмс Тауну. Бриџтаун је главна туристичка дестинација Западне Индије, а град делује као важан финансијски, информатички, конгресни центар и лука за крстарење у карипском региону. Дана 25. јуна 2011. године, „Историјски Бриџтаун и његов гарнизон“ додат је Унесковој светској баштини.

## Географија

### Клима
Бриџтаун има климу тропске саване (Кепен Aw), са релативно константним температурама током целе године. Иако је прилично врућ, Бриџтаун се донекле хлади због пасата који утичу на временске прилике на Барбадосу уопште. Рекордно висока температура Бриџтауна од 33,1 °C (91,6 °F) у септембру 2005. и рекордно ниска температура од16,5 °C (61,7 °F) 2. јануара 1984. године. Бриџтаун има различите влажне и суве сезоне, са релативно дугом влажном сезоном и краћом сушном сезоном. Његова влажна сезона траје од јуна до децембра, док сува сезона покрива преостале месеце.
| Клима Бриџтаунa (Међународни аеродром Грантли Адамс) 1991–2020, екстреми 1944–садашњост | Клима Бриџтаунa (Међународни аеродром Грантли Адамс) 1991–2020, екстреми 1944–садашњост | Клима Бриџтаунa (Међународни аеродром Грантли Адамс) 1991–2020, екстреми 1944–садашњост | Клима Бриџтаунa (Међународни аеродром Грантли Адамс) 1991–2020, екстреми 1944–садашњост | Клима Бриџтаунa (Међународни аеродром Грантли Адамс) 1991–2020, екстреми 1944–садашњост | Клима Бриџтаунa (Међународни аеродром Грантли Адамс) 1991–2020, екстреми 1944–садашњост | Клима Бриџтаунa (Међународни аеродром Грантли Адамс) 1991–2020, екстреми 1944–садашњост | Клима Бриџтаунa (Међународни аеродром Грантли Адамс) 1991–2020, екстреми 1944–садашњост | Клима Бриџтаунa (Међународни аеродром Грантли Адамс) 1991–2020, екстреми 1944–садашњост | Клима Бриџтаунa (Међународни аеродром Грантли Адамс) 1991–2020, екстреми 1944–садашњост | Клима Бриџтаунa (Међународни аеродром Грантли Адамс) 1991–2020, екстреми 1944–садашњост | Клима Бриџтаунa (Међународни аеродром Грантли Адамс) 1991–2020, екстреми 1944–садашњост | Клима Бриџтаунa (Међународни аеродром Грантли Адамс) 1991–2020, екстреми 1944–садашњост | Клима Бриџтаунa (Међународни аеродром Грантли Адамс) 1991–2020, екстреми 1944–садашњост |
| Показатељ \ Месец                                                                       | .Јан.                                                                                   | .Феб.                                                                                   | .Мар.                                                                                   | .Апр.                                                                                   | .Мај.                                                                                   | .Јун.                                                                                   | .Јул.                                                                                   | .Авг.                                                                                   | .Сеп.                                                                                   | .Окт.                                                                                   | .Нов.                                                                                   | .Дец.                                                                                   | .Год.                                                                                   |
| --------------------------------------------------------------------------------------- | --------------------------------------------------------------------------------------- | --------------------------------------------------------------------------------------- | --------------------------------------------------------------------------------------- | --------------------------------------------------------------------------------------- | --------------------------------------------------------------------------------------- | --------------------------------------------------------------------------------------- | --------------------------------------------------------------------------------------- | --------------------------------------------------------------------------------------- | --------------------------------------------------------------------------------------- | --------------------------------------------------------------------------------------- | --------------------------------------------------------------------------------------- | --------------------------------------------------------------------------------------- | --------------------------------------------------------------------------------------- |
| Апсолутни максимум, °C (°F)                                                             | 32,0 (89,6)                                                                             | 31,2 (88,2)                                                                             | 31,9 (89,4)                                                                             | 32,6 (90,7)                                                                             | 33,1 (91,6)                                                                             | 32,7 (90,9)                                                                             | 32,4 (90,3)                                                                             | 35,0 (95)                                                                               | 33,3 (91,9)                                                                             | 33,3 (91,9)                                                                             | 33,3 (91,9)                                                                             | 31,3 (88,3)                                                                             | 35,0 (95)                                                                               |
| Максимум, °C (°F)                                                                       | 29,1 (84,4)                                                                             | 29,2 (84,6)                                                                             | 29,7 (85,5)                                                                             | 30,2 (86,4)                                                                             | 30,6 (87,1)                                                                             | 30,7 (87,3)                                                                             | 30,7 (87,3)                                                                             | 30,9 (87,6)                                                                             | 31,0 (87,8)                                                                             | 30,8 (87,4)                                                                             | 30,3 (86,5)                                                                             | 29,6 (85,3)                                                                             | 30,23 (86,43)                                                                           |
| Просек, °C (°F)                                                                         | 26,0 (78,8)                                                                             | 25,9 (78,6)                                                                             | 26,3 (79,3)                                                                             | 27,0 (80,6)                                                                             | 27,7 (81,9)                                                                             | 27,8 (82)                                                                               | 27,8 (82)                                                                               | 27,9 (82,2)                                                                             | 27,9 (82,2)                                                                             | 27,7 (81,9)                                                                             | 27,2 (81)                                                                               | 26,6 (79,9)                                                                             | 27,15 (80,87)                                                                           |
| Минимум, °C (°F)                                                                        | 23,3 (73,9)                                                                             | 23,0 (73,4)                                                                             | 23,4 (74,1)                                                                             | 24,2 (75,6)                                                                             | 25,0 (77)                                                                               | 25,2 (77,4)                                                                             | 25,1 (77,2)                                                                             | 24,8 (76,6)                                                                             | 24,8 (76,6)                                                                             | 24,7 (76,5)                                                                             | 24,5 (76,1)                                                                             | 23,9 (75)                                                                               | 24,33 (75,78)                                                                           |
| Апсолутни минимум, °C (°F)                                                              | 16,0 (60,8)                                                                             | 16,0 (60,8)                                                                             | 16,0 (60,8)                                                                             | 19,0 (66,2)                                                                             | 19,4 (66,9)                                                                             | 20,0 (68)                                                                               | 19,3 (66,7)                                                                             | 19,1 (66,4)                                                                             | 20,6 (69,1)                                                                             | 20,6 (69,1)                                                                             | 18,0 (64,4)                                                                             | 17,4 (63,3)                                                                             | 16,0 (60,8)                                                                             |
| Количина кише, mm (in)                                                                  | 68,1 (2,681)                                                                            | 41,7 (1,642)                                                                            | 38,9 (1,531)                                                                            | 58,1 (2,287)                                                                            | 74,1 (2,917)                                                                            | 101,2 (3,984)                                                                           | 121,5 (4,783)                                                                           | 150,6 (5,929)                                                                           | 162,6 (6,402)                                                                           | 179,6 (7,071)                                                                           | 172,6 (6,795)                                                                           | 91,0 (3,583)                                                                            | 1,260 (49,605)                                                                          |
| Дани са кишом                                                                           | 11                                                                                      | 9                                                                                       | 8                                                                                       | 8                                                                                       | 8                                                                                       | 11                                                                                      | 15                                                                                      | 16                                                                                      | 13                                                                                      | 15                                                                                      | 14                                                                                      | 11                                                                                      | 139                                                                                     |
| Релативна влажност, %                                                                   | 77                                                                                      | 76                                                                                      | 75                                                                                      | 76                                                                                      | 77                                                                                      | 79                                                                                      | 80                                                                                      | 81                                                                                      | 81                                                                                      | 82                                                                                      | 82                                                                                      | 78                                                                                      | 78,7                                                                                    |
| Сунчани сати — месечни просек                                                           | 263,5                                                                                   | 248,6                                                                                   | 272,8                                                                                   | 261,0                                                                                   | 263,5                                                                                   | 225,0                                                                                   | 251,1                                                                                   | 260,4                                                                                   | 234,0                                                                                   | 238,7                                                                                   | 228,0                                                                                   | 254,2                                                                                   | 3.000,8                                                                                 |
| Сунчани сати — дневни просек                                                            | 8,5                                                                                     | 8,8                                                                                     | 8,8                                                                                     | 8,7                                                                                     | 8,5                                                                                     | 7,5                                                                                     | 8,1                                                                                     | 8,4                                                                                     | 7,8                                                                                     | 7,7                                                                                     | 7,6                                                                                     | 8,2                                                                                     | 8,22                                                                                    |
| Извор #1: Barbados Meteorological Services                                              |                                                                                         |                                                                                         |                                                                                         |                                                                                         |                                                                                         |                                                                                         |                                                                                         |                                                                                         |                                                                                         |                                                                                         |                                                                                         |                                                                                         |                                                                                         |
| Извор #2: Meteo Climat (record highs and lows)                                          |                                                                                         |                                                                                         |                                                                                         |                                                                                         |                                                                                         |                                                                                         |                                                                                         |                                                                                         |                                                                                         |                                                                                         |                                                                                         |                                                                                         |                                                                                         |

## Становништво
| Година       |
| Становништво |
| ------------ |

## Партнерски градови
- Вилмингтон
- Бриџтаун
- Лондоска општина Хекни